# Leonid Popov
Pour les articles homonymes, voir Popov.
Leonid Ivanovitch Popov (en russe : Леонид Иванович Попов) est un cosmonaute soviétique, né le 31 août 1945.

## Biographie

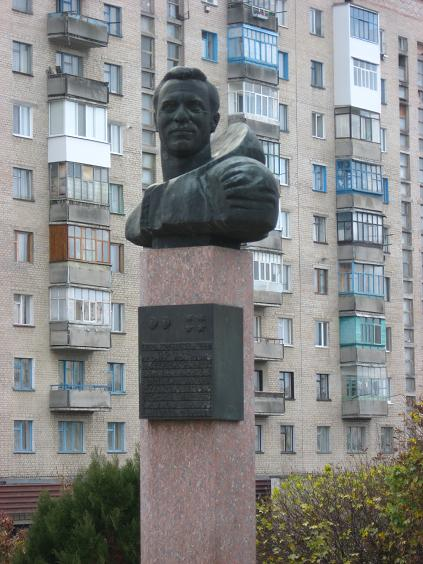
Monument à Oleksandriïa

## Vols réalisés
Il a été le commandant de 3 vols :
- Soyouz 35, le 9 avril 1980, il s'envole en direction de Saliout 6, en tant que membre de l'expédition Saliout 6 EO-4. Il passe plus de 184 jours en orbite, établissant un nouveau record de séjour dans l'espace. Il revient sur Terre le 11 octobre 1980 à bord de Soyouz 37.
- Soyouz 40, le 14 mai 1981, il s'envole en direction de Saliout 6, en tant que membre de l'expédition Saliout 6 EP-11. Il revient sur Terre le 22 mai 1981.
- Soyouz T-7, le 19 août 1982, il s'envole en direction de Saliout 7, en tant que membre de l'expédition Saliout 7 EP-2. Il revient sur Terre le 27 août 1982 à bord de Soyouz T-5.